# Aeroportul Nuevo Chaitén
Aeroportul Nuevo Chaitén (IATA: WCH, ICAO: SCTN) este un aeroport din Chile.
Situat la o altitudine de 29 m, aeroportul dispune de o singură pistă.